# Chaloem Maha Nakhon Expressway

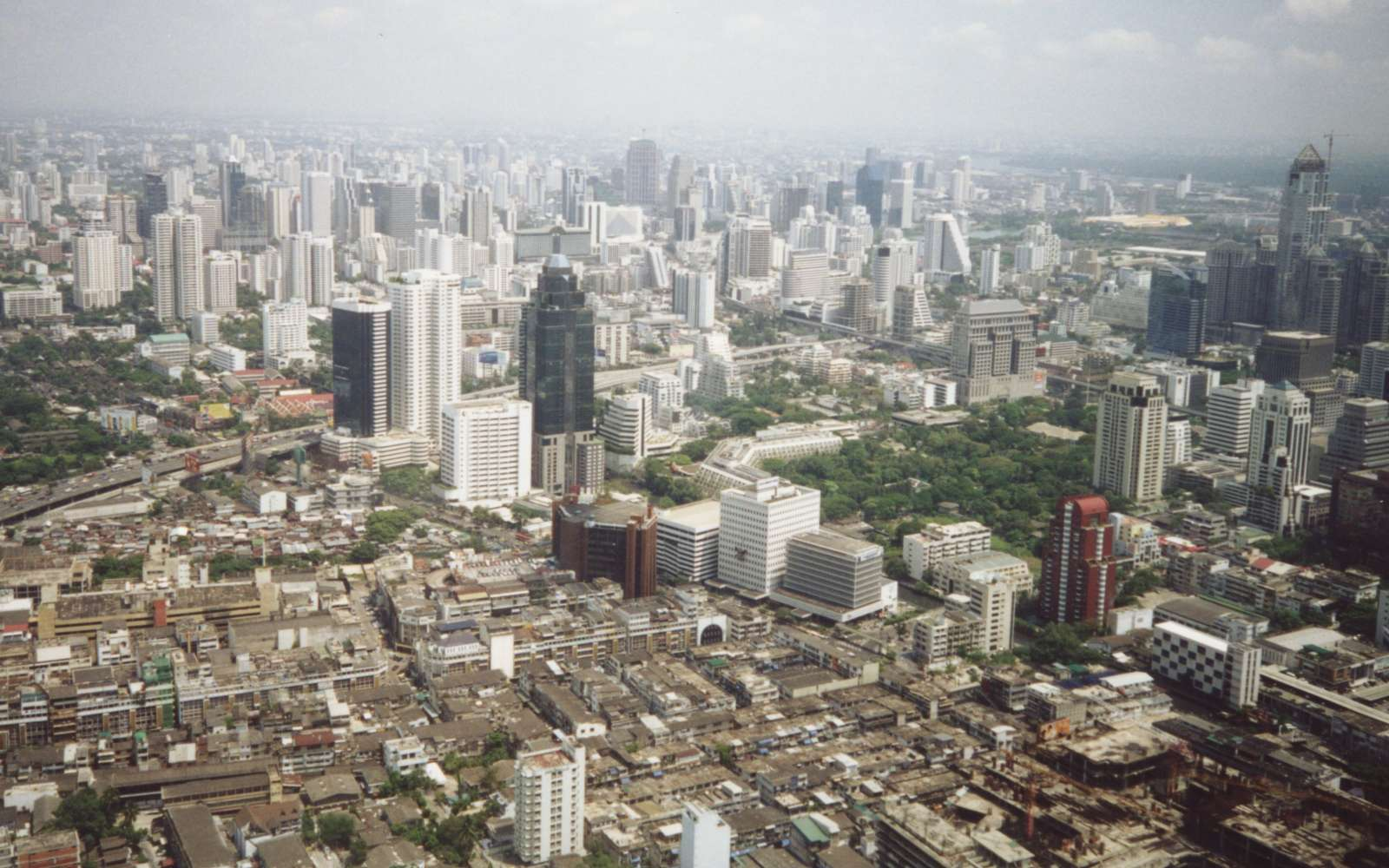
Skyline von Bangkok mit Expressway in linker Bildmitte

Der Chaloem Maha Nakhon Expressway (Thai: ทางพิเศษเฉลิมมหานคร – Aussprache: [tʰaːŋ pʰí.sèːt ʨʰà.lɤ̌̌m má.hǎː.ná.kʰon], andere Schreibweise: Chalerm Maha Nakhon Expressway) ist eine mautpflichtige Stadtautobahn in Bangkok, die als Hochstraße ausgeführt ist.
Der Chaloem Maha Nakhon Expressway besteht aus drei Teilen mit einer Gesamtlänge von 27,1 Kilometern:
- Ausgehend vom Hafen im Stadtteil Khlong Toei führt ein Arm nach Norden (สายดินแดง-ท่าเรือ, Din Daeng – Tha Ruea), wo er nach 8,9 Kilometern im Stadtteil Din Daeng endet. Er geht dort über in den Don Mueang Tollway oberhalb der Thanon Vibhavadi Rangsit. Dieser Teil ist seit 1981 in Betrieb und somit die erste Autobahn in Thailand.
- Ein weiterer Arm führt vom Hafen nach Südosten (สายบางนา-ท่าเรือ, Bang Na – Tha Ruea), bis er im Stadtteil Bang Na in den Bang Na – Trat Expressway übergeht. Dieser Arm ist 7,9 Kilometer lang und seit 1983 in Betrieb.
- Der dritte Arm führt vom Hafen nach Südosten, überquert den Mae Nam Chao Phraya (Chao-Phraya-Fluss) mit der Rama-IX.-Brücke und endet im Stadtteil Chom Thong (สายดาวคะนอง-ท่าเรือ, Dao Khanong – Tha Ruea). Er ist seit 1987 in Betrieb und hat eine Länge von 10,3 Kilometern. In Chom Thong hat man über die „Rama II-Road“ Anschluss an die „Äußere Ringstraße“ (Outer Bangkok Ring Road), eine Schnellstraße, die rund um Bangkok führt.

Zusätzliche Auffahrten in Khlong Toei (บริเวณทางแยกต่างระดับคลองเตย), zur Thanon Sukhumvit (บริเวณทางขึ้น-ลง ถนนสุขุมวิท – Sukhumvit-Straße) und zur Thanon Petchaburi (บริเวณทางขึ้น-ลง ถนนเพชรบุรี – Petchaburi-Straße) wurden 1996 und 1997 gebaut.
Diese Hochstraße wird auch „first stage expressway“ genannt, womit ausgedrückt wird, dass es sich um die erste Ausbaustufe des Hochstraßensystems von Bangkok handelt.